# Lacinipolia lustralis
Lacinipolia lustralis är en fjärilsart som beskrevs av Augustus Radcliffe Grote 1875. Lacinipolia lustralis ingår i släktet Lacinipolia och familjen nattflyn. Inga underarter finns listade i Catalogue of Life.